# Minneapolis Institute of Art
Il Minneapolis Institute of Art (MIA) è un importante museo enciclopedico degli Stati Uniti che si trova nella città di Minneapolis, Minnesota. Il Minneapolis Institute of Arts è un museo gratuito, fatta eccezione per mostre speciali, e consente di fotografare le opere esposte per uso personale o accademico.
La missione del museo è di arricchire la comunità attraverso la raccolta, conservazione ed esposizione di importanti opere d'arte, provenienti dalle culture di tutto il mondo.
L'aspetto didattico-educativo è molto importante e molte sono le attività per i bambini e le famiglie, tra cui programmi multimediali e interattivi che hanno contribuito ad ampliare e approfondire le radici del museo nella sua comunità, con un ritorno di più di mezzo milione di visitatori ogni anno.
Il MIA è in parte finanziato dal Park Board Museum Fund, con i cittadini di Hennepin County e da una sovvenzione da parte del Minnesota State Arts Board, in seguito all'appropriazione da parte della Minnesota State Legislature dei fondi per il patrimonio artistico e culturale del Minnesota. L'annuale contributo finanziario principale per le attività e i progetti del museo è fornito da singoli, famiglie e organizzazioni, che ogni anno sostengono il museo attraverso membership e donazioni.

## La storia
Nel 1883, venticinque cittadini di Minneapolis fondarono la Minneapolis Society of Fine Arts, con l'impegno di portare l'arte nella vita della comunità.  Questo gruppo, composto da imprenditori, dirigenti e professionisti del tempo, organizzò mostre d'arte per tutto il decennio e nel 1889 la Società, da qui nota con il nome di Minneapolis Institute of Arts, si stabilì nel suo primo spazio permanente all'interno dell'appena costruita Minneapolis Public Library. Il nuovo edificio, progettato dallo studio di architettura McKim, Mead & White, ha aperto le porte nel 1915. Costruito su un terreno donato dalla famiglia Clinton Morrison, precedentemente occupato da un loro palazzo, noto con il nome di Villa Rosa, il MIA è divenuto un punto di riferimento neoclassico nelle città di Minneapolis e Saint Paul, riconosciuto come uno dei migliori esempi di architettura Beaux-Arts in Minnesota.
Nel 1974 l'edificio è stato interessato da un ampliamento ad opera dell'architetto giapponese Kenzō Tange.
Nel giugno del 2006, una nuova ala è stata aggiunta al museo, progettata questa volta dall'architetto Michael Graves. La nuova sezione, chiamata Target Wing in onore del principale donatore, la Target Corporation, è stata il risultato di un importante intervento di restauro e ampliamento, che ha visto l'aggiunta di trentaquattro nuove gallerie, aumentando lo spazio espositivo di circa il 40%. L'architetto Graves ha saputo unire l'eleganza neoclassica dell'edificio originale del 1915, con il minimalismo dell'aggiunta di Tange del 1974.

## La collezione
La collezione permanente del MIA è cresciuta da 800 a circa di 100000 opere, alcune di queste di fama mondiale, che coprono 5000 anni di storia e rappresentano le diverse culture del mondo ed i più alti livelli di realizzazione artistica.
Il MIA comprende sette dipartimenti: arte africana e delle americhe; arte asiatica; arte contemporanea; arti decorative, tessile e scultura; fotografia e nuovi media; pittura e stampe e disegni.
Il museo possiede anche la Purcell-Cutts House, opera di Purcell & Elmslie, un capolavoro di architettura della Prairie School. L'edificio è stato donato al museo da Anson B. Cutts Jr., il figlio del suo secondo proprietario.
La casa è disponibile per visite guidate il secondo fine settimana di ogni mese.

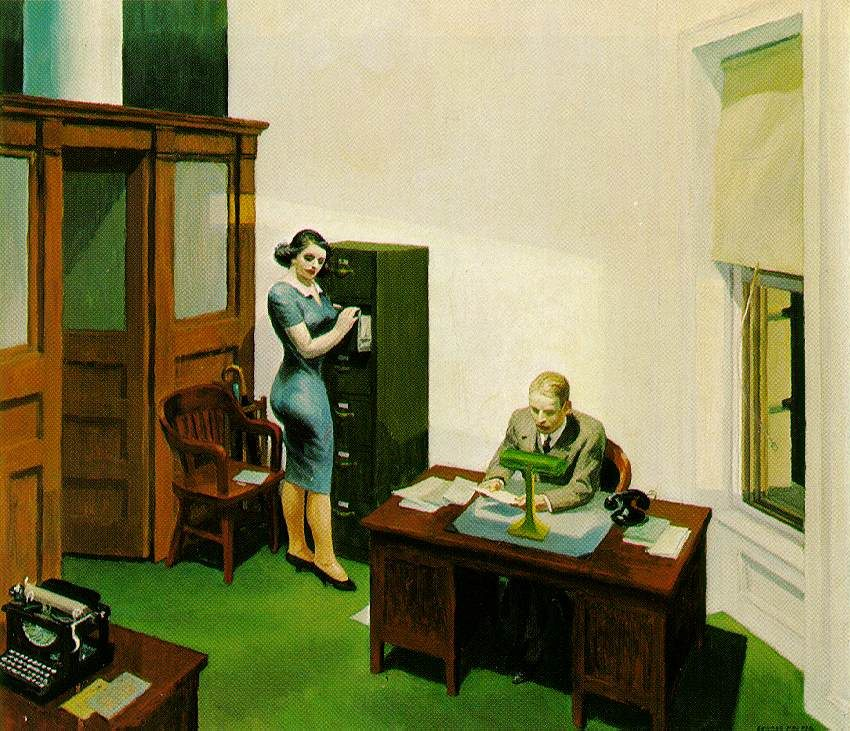
Office at night (Ufficio di sera) di Edward Hopper - 1940

### Arte africana e delle Americhe
Il dipartimento di arte africana e delle Americhe è dedicato all'attività creativa dei popoli indigeni del mondo, dalla preistoria ai giorni nostri. La collezione è cresciuta notevolmente da quando il dipartimento è stato fondato più di trent'anni fa e ora conta più di 3500 pezzi, tra cui capolavori di scultura, ceramica, lavorazione dei metalli e altri materiali, pittura e arte tessile, che riflettono la diversità di queste regioni e culture.
Pezzi forti della collezione di arte africana comprendono una testa in ceramica dall'antica civiltà di Ife (Nigeria), un cavallo con fantino in legno di circa settecento anni, da Djenné (Mali), un leopardo in bronzo fuso e una zanna d'avorio scolpita, entrambi del XVIII secolo, durante il regno del Benin (Nigeria). Altri pezzi importanti sono una maschera rara del regno di Luba (Congo), una delle poche note al mondo, una maschera drammatica di danza dalla Costa d'Avorio e la porta di un palazzo creato dal famoso artista Yoruba (popolo), Areogun di Osi .
Le gallerie di arte dei native americani sono allo stesso modo ricche di esempi di arte di grande qualità, come la maschera di giada della civiltà degli Olmechi, risalente a più di tremila anni fa, un'eccezionale maschera del Sole del XVIII secolo proveniente dalla costa nord-occidentale e una pipa monumentale in forma di prigioniero legato, realizzata nel sud degli Stati Uniti, intorno al 1200. Altri capolavori includono anelli per orecchie d'oro finemente lavorati dell'antica Ade e una borsa da spalla per uomo in perline, fatta in Minnesota agli inizi del 1800.

### Arte asiatica
La collezione di arte asiatica rappresenta ben 17 culture che abbracciano quasi 5000 anni. Il dipartimento ha beneficiato di generose donazioni di collezionisti esperti che negli anni hanno dotato il MIA di opere di grande prestigio e fama mondiale. L'obiettivo è quello di fornire al pubblico un'ampia panoramica di arte asiatica.
La collezione cinese spazia da antichi bronzi cinesi, a giada antica e post-Song, da ceramiche a stampe cinesi, a mobili classici. Sono presenti anche esemplari di tessuti speciali, come seta della dinastia Qing (o Ch'ing) e tessuti Miao.
La collezione di arte giapponese e coreana conta più di 7000 opere, coprendo un raggio temporale che va dall'antichità ai giorni nostri ed è tra le cinque maggiori collezioni negli Stati Uniti.
La raccolta comprende esempi di scultura buddista, xilografie, vernici, lacche, opere di bambù e ceramica ed è particolarmente ricca di opere del periodo Edo (1610-1868). Due sale storiche, una sala formale di accoglienza (shoin) e una sala da tè (chashitsu) consentono installazioni di grande visibilità all'interno delle gallerie permanenti e servono per aumentare la consapevolezza del rapporto tra arte e architettura.
Esponendo l'arte sia cronologicamente che in base alle tecniche e materiali usati, le gallerie mostrano la storia non solo degli oggetti stessi, ma anche di un processo di creazione artistica della raccolta. Questo può essere visto, ad esempio, nella raccolta di ceramiche, che va dai primi utensili a sculture contemporanee.
Di forza notevole è la raccolta di quadri e stampe ukiyo-e, popolarmente conosciuta come “immagini del mondo fluttuante”.
Un altro punto di forza è la collezione di Otsu-e, dipinti popolari prodotti nella città di Ōtsu durante il periodo Edo.

### Arte contemporanea
Dal 2008 il MIA ha lanciato la sfida di occuparsi anche dell'arte del nostro tempo, con l'apertura di un dipartimento dedicato all'arte contemporanea e all'esposizione di opera di artisti viventi. In collaborazione con le altre aree curatoriali del museo, il dipartimento di arte contemporanea cerca di promuovere la produzione di opere d'arte, e in particolare opere site-specific, coinvolgendo artisti locali e internazionali.
Il lavoro di artisti contemporanei locali è inoltre promosso dal progetto Minnesota Artists Exhibition Program (MAEP)
.

### Arti decorative, tessili e scultura
Originariamente nato per concentrarsi sulla collezione di mobili, opere in metallo, ceramica e vetro, il dipartimento oggi comprende oltre 18000 pezzi prodotti in diversi materiali e con diverse tecniche, provenienti dall'Europa e dall'America, dal Medioevo fino ai giorni nostri.
Molti collezionisti e donatori hanno contribuito alla raccolta di porcellane e ceramiche, che comprende porcellane francesi del XVIII secolo, maioliche inglesi del XVII e XVIII secolo e raffinate porcellane cinesi. Interni domestici e arredi che abbracciano quattro secoli sono presentati in nove sale d'epoca.
La collezione tessile del dipartimento ha guadagnato una reputazione internazionale per i suoi tesori, come notevoli esemplari di arazzi europei, antichi pizzi italiani, splendidi esempi di passamaneria, scialli provenienti da Kashmir e ricami turchi. Non mancano capolavori di arte tessile del XX secolo.
Un particolare punto di forza della collezione è l'argenteria inglese, americana e dell'Europa continentale, con lavori estremamente preziosi, tra cui una magnifica coppa per il vino settecentesca, opera dell'argentiere inglese Paul de Lamerie e il più completo servizio da tè conosciuto al mondo, in stile neoclassico, di Paul Revere, Jr.
La collezione di scultura spazia dal Medioevo al 1960 e comprende importanti opere di Amedeo Modigliani, Jacob Epstein, John Bernard Flannagan, Constantin Brâncuși, Henri Matisse e Henry Moore. Recenti acquisizioni in questo settore comprendono Testa di Baudelaire (1911) opera di Raymond Duchamp-Villon, e Diego di Alberto Giacometti (1960).
Il MIA dispone di una delle più complete collezioni permanenti di oggettistica rituale ebraica presente in un museo americano. La raccolta comprende anche stampe, fotografie e tessuti.
Il dipartimento presenta un punto di forza nel design. La collezione Norwest Modernism è una componente importante della raccolta, che comprende circa 500 oggetti risalenti al periodo tra il 1880 e il 1940.
Negli ultimi decenni, il dipartimento ha accumulato una significativa collezione di ceramiche contemporanee, vetro e legno. Un focus attuale è il design dei paesi scandinavi e nordici.

### Fotografia e nuovi media
Fondata nel 1960, la collezione di fotografia del MIA copre un lasso temporale che va dal 1860 ai giorni nostri. Con più di 11500 opere, la collezione rappresenta oltre 800 fotografi e presenta straordinari esempi di fotografia americana del XX secolo, con un'attenzione particolare per il fotoreporter, la fotografia documentaria e il pittorialismo.
Dal 2008 il dipartimento si è focalizzato sull'incremento della sezione di fotografia contemporanea e nuovi media, provenienti da tutto il mondo. Questa iniziativa ha contribuito ad elevare la portata e l'importanza della collezione e a rafforzare i collegamenti internazionali del museo.
La collezione è in continua crescita grazie al supporto di numerosi fedeli donatori, che sin dall'inizio hanno permesso la creazione di una raccolta di notevole prestigio e la realizzazione di gallerie dedicate alla collezione permanente e altre che a rotazione mostrano le nuove acquisizioni.

### Pittura
Di fama internazionale, la collezione di dipinti del MIA conta circa 900 opere europee e americane dal XIV secolo ad oggi. Essa offre una rassegna completa sia di botteghe celebri che di singoli artisti ed è notevole il numero di grandi capolavori.
Una delle prime acquisizioni è stato Cervo in una foresta di Gustave Courbet, donato nel 1914 da James J. Hill, grande collezionista del Romanticismo e Realismo francese, le cui opere sono state in seguito lasciate in eredità al museo. Tra queste ricordiamo I fanatici di Tangeri di Eugène Delacroix.
La collezione è stata notevolmente ampliata negli anni, grazie ad acquisizioni mirate e generose donazioni. Tra le opere di maggior pregio ricordiamo Paesaggio bucolico di Claude Lorrain, del 1638; Morte del Germanico di Nicolas Poussin, del 1627, Lucrezia di Rembrandt van Rijn, del 1666 e La Trinità con le anime del Purgatorio di Corrado Giaquinto, del 1740. Inoltre il museo possiede una bella raccolta di pittura francese dell'Ottocento, del barocco italiano, del Seicento olandese, del cubismo, dei Fauves e dell'espressionismo tedesco. La sezione americana presenta una selezione notevole di opere da Gilbert Stuart a Larry Rivers, con capolavori di John Singer Sargent e Georgia O'Keeffe.

### Stampe e disegni
Il dipartimento di stampe e disegni mantiene attivo un programma di mostre tematiche, ma è anche uno scrigno di tesori nascosti. La collezione conta quasi 40000 stampe, 3000 disegni e 1500 libri d'artista, di cui solo una piccola sezione è in mostra nelle gallerie, mentre la maggior parte è custodita nella Herschel V. Jones Print Study Room, sala a disposizione del pubblico su appuntamento.
Molti grandi artisti europei e americani, dal Rinascimento ad oggi, sono rappresentati dalla collezione, con opere di alta qualità. Capolavori di spicco comprendono stampe di Albrecht Dürer e Rembrandt van Rijn, una splendida mappa a volo d'uccello di Venezia di Jacopo de' Barbari, una rara copia de i Capricci di Francisco Goya e un monotipo a colori di William Blake. La collezione presenta inoltre una ricca rassegna di stampe e disegni francesi ed inglesi del XIX secolo, con artisti come James McNeill Whistler, Edgar Degas, e Pierre Bonnard, e straordinari disegni del XX secolo, opera di artisti della levatura di Lovis Corinth, Egon Schiele, Ernst Ludwig Kirchner, Käthe Kollwitz, Erich Heckel, Piet Mondrian, Georges Rouault, Henri Matisse, Jasper Johns, Andy Warhol, Roy Lichtenstein, Jim Dine, Ed Ruscha, May Stevens, Nicola Hicks e molti altri. Il dipartimento sta inoltre incrementando la collezione di opere del XXI secolo, con opere non solo dall'America e dall'Europa, ma da tutto il mondo, assicurandosi lavori di William Kentridge, Julie Mehretu, Mequitta Ahuja, Jaune Quick-to-See Smith, Chuck Close, Luis Jimenez, Cynthia Lin, Carlos Amorales, Diane Victor e molti altri.
Ci sono poi affascinanti piccole collezioni all'interno della collezione: raccolte di stampe di botanica, zoologia, moda, una vasta gamma di lavori di artisti locali e una preziosa rassegna di libri progettati e illustrati da artisti (libro d'arte).

## La direzione
- Joseph Breck (1914-1917)
- John R. Van Derlip (facente le veci di) (1917-1920)
- Russell A. Plimpton (1921-1956)
- Richard S. Davis (1956-1958)
- Samuel Hunter (1958-1960)
- Carl Weinhardt, Jr. (1960-1963)
- Anthony M. Clark (1963-1973)
- Samuel Sachs II (1973-1985)
- Alan Shestack (1985-1987)
- Evan M. Maurer (1988-2005)
- Robert Jacobsen (facente le veci di) (2005)
- William M. Griswold (2005-2007)
- Kaywin Feldman (2008-presente)